# Geodessus
Geodessus is een geslacht van kevers uit de familie  waterroofkevers (Dytiscidae).
Het geslacht is voor het eerst wetenschappelijk beschreven in 1979 door Brancucci.

## Soorten
Het geslacht omvat de volgende soorten:
- Geodessus besucheti Brancucci, 1979
- Geodessus kejvali Balke & Hendrich, 1996